# Закон України «Про наукову і науково-технічну діяльність» (2015)
Закон України «Про наукову і науково-технічну діяльність» — Закон України, прийнятий 26 листопада 2015 року на заміну попередньому Закону, що діяв з 1991 року.
Закон визначає правові, організаційні та фінансові засади функціонування і розвитку у сфері наукової і науково-технічної діяльності, створює умови для їх провадження, задоволення потреб суспільства і держави у технологічному розвитку шляхом взаємодії освіти, науки, бізнесу та влади.

## Зміст
Закон складається з шести розділів та 66 статей:
- Розділ I. Загальні положення
- Розділ III. Державні гарантії соціально-правового статусу вчених, наукових працівників
- Розділ IV. Повноваження суб'єктів державного регулювання та управління у сфері наукової і науково-технічної діяльності
- Розділ V. Форми і методи державного регулювання та управління у науковій і науково-технічній діяльності
- Розділ VI. Прикінцеві та перехідні положення.

Закон містить визначення багатьох термінів з галузі наукової і науково-технічної діяльності, зокрема: вчений, грант, Європейський дослідницький простір, молодий вчений, наукова діяльність, наукова експедиція, наукове видавництво, наукове видання, науковий працівник, науковий результат, науково-технічна діяльність, фундаментальні наукові дослідження та ін.
Суб'єктами наукової і науково-технічної діяльності визнаються наукові працівники, науково-педагогічні працівники, аспіранти, ад'юнкти і докторанти, інші вчені, наукові установи, університети, академії, інститути, музеї, інші юридичні особи незалежно від форми власності, що мають відповідні наукові підрозділи, та громадські наукові організації.
Законом утворені два нових органи:
- Національна рада України з питань розвитку науки і технологій, яка є постійно діючим консультативно-дорадчим органом при Кабінетові Міністрів України. Забезпечує ефективну взаємодію представників наукової громадськості, органів виконавчої влади та реального сектору економіки у формуванні та реалізації єдиної державної політики у сфері наукової і науково-технічної діяльності.
- Національний фонд досліджень України. Його головна мета — стимулювання фундаментальних та прикладних наукових досліджень.

Закон зберігає систему Національної академії наук та національних галузевих академій наук, але істотно демократизує процедури обрання їх керівництва, вперше надає право голосу не лише академікам і членам-кореспондентам, а й представникам колективів наукових установ.